# David Lewis (helgon)

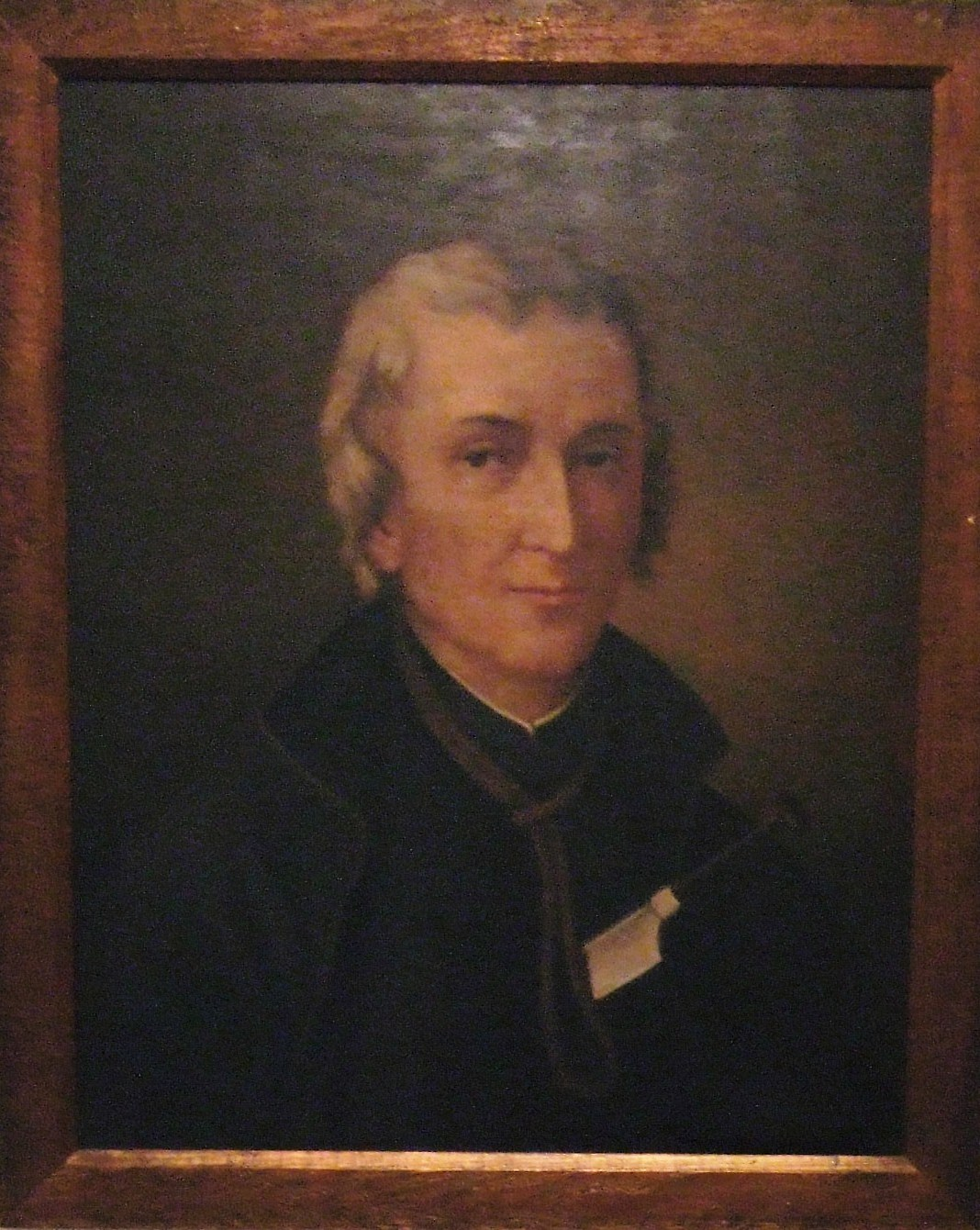
David Lewis.

David Lewis, även känd som Charles Baker, född 1616 i Abergavenny, Monmouthshire, Wales, död den 27 augusti 1679 i Usk, Monmouthshire, var en romersk-katolsk präst. Han vördas som helgon inom Romersk-katolska kyrkan och tillhör Englands och Wales fyrtio martyrer.
Lewis föddes i Abergavenny och uppfostrades som protestant. Vid sexton års ålder besökte han Paris, där han konverterade till katolicismen, varefter han fortsatte sin resa till Rom, där han 1642 prästvigdes. Tre år senare blev han jesuit. 
Lewis arresterades i november 1678 och ställdes inför rätta, anklagad för högförräderi. Liksom John Wall och John Kemble blev han förhörd av Titus Oates med flera. Han dömdes till döden av sir Robert Atkins och avrättades genom hängning i Usk i Monmouthshire.

### Webbkällor
- ”Ven. Charles Baker”. Catholic Encyclopedia. New Advent. http://www.newadvent.org/cathen/02212a.htm. Läst 23 augusti 2018.
- ”San Davide Enrico Lewis, sacerdote gesuita, martire”. Santi e Beati. http://www.santiebeati.it/Detailed/93227.html. Läst 23 augusti 2018.